# Ambrogio Binda
Ambrogio Binda (Milano, 15 febbraio 1811 – Milano, 3 aprile 1874) è stato un imprenditore italiano.

## Attività imprenditoriale
Nel 1818, Binda, ancora bambino si impiega nella fabbrica di passamanerie e produzione bottoni Vigoni di Milano. Intuite le potenzialità dell'industria degli accessori del tessile che stava avendo un grande sviluppo in quel tempo, acquista due vecchi telai per la produzione di pezze accessorie dei bottoni e dà ulteriore impulso alla sua attività. A quel tempo l'attività del Binda era collocata nel cosiddetto Coperto dei Figini a Milano nell'area dell'attuale Piazza del Duomo. In un secondo momento l'attività fu spostata nel Corso San Celso nei pressi dell'attuale Corso Italia. 
Nel 1829, dopo aver accumulato esperienza in un negozio di passamanerie, fondò quella che sarebbe diventata l'Industria bottoni Ambrogio Binda che nel 1847 dava lavoro a 147 operai e produceva bottoni in legno e osso. Nel 1855 chiede agli austriaci il permesso di impiantare una nuova fabbrica che diventerà attiva, dopo varie vicissitudini burocratiche, soltanto nel 1857. Investì infatti i suoi guadagni nella costruzione di una grande cartiera nella zona di Conca Fallata (Milano) una conca di navigazione risalente al XVI secolo sul Naviglio Pavese che forniva all'azienda l'abbondanza di acque di cui l'industria della carta aveva bisogno, oltre a una notevole forza idraulica per azionare macchine sfibratrici e impastatrici. L'impianto Binda di Conca Fallata, che dava lavoro a oltre 3000 operai,  era utilizzato per la produzione di carte per decorazione, mentre la fabbrica di Vaprio D’Adda (MI), rilevato successivamente da una cordata di imprenditori milanesi e lombardi, era destinato alla cartotecnica e alla fabbricazione di carte per usi industriali. Una terza fabbrica, quella di Crusinallo-Omegna (NO), era riservata alla pettinatura di carta da stampa e ad altre produzioni speciali; tutte le industrie Binda furono dotate  da proprie alcune centrali termo e idroelettriche. Nel 1868 Binda rilevò l'antica cartiera di Vaprio d'Adda dotata di una propria centrale elettrica. Binda ottiene notevoli successi nel corso degli anni Sessanta ed è considerato tra i più grandi produttori di carta d'Italia. Un incendio distrusse gran parte dell'impianto milanese nel 1871 ma Binda si attivò per la sua ricostruzione che avvenne, considerando l'estensione della distruzione, in tempi  brevi: nel 1873 l'impianto è già in funzione. Esso è costituito da due lunghissimi corpi di fabbrica che contengono le caratteristiche macchine continue per la produzione dei fogli di carta, di tre grandi locali caldaia, di tre corpi di fabbrica di raccordo fra i due principali con una dotazione completa di macchine da impasto degli stracci (e in seguito della cellulosa), di raffinatoi. sbiancatoi, essiccatoi, magazzini per lo stoccaggio della materia prima e altri impianti necessari.

## Vita privata
Nasce a Milano nel 1811, da Gaetano Asperioni e dalla moglie Teresa. Rimasto orfano in tenera età, venne allevato dal tutore, lo zio paterno che viveva a Gallarate. All'età di 22 anni, nel 1833, Ambrogio Binda sposava Angela Gragnola, coetanea, figlia di una lavandaia. Angela è «buona, sagace, operosa, che gli fu poi di grande aiuto negli affari e lo rendè lieto di tre figliuoli». I due hanno tre figli, Carlo (1834-1899) che si occuperà del ramo cartario delle attività di famiglia e Cesare che le unificherà nel 1900 (?) che prenderà l'eredità del padre nel campo delle passamanerie e si sposerà con Cecilia Melzi, parte di un'importante famiglia milanese. Un terzo figlio, Gaetano, morì bambino. Binda si spegne a Milano nel 1874. È sepolto al Cimitero Monumentale della città dove un bassorilievo lo raffigura come industriale a cui i dipendenti e gli operai si accostano con riconoscenza.